# Jean-François Stévenin
Jean-François Stévenin (Lons-le-Saunier, 23 de abril de 1944 - Neuilly-sur-Seine, 27 de julho de 2021) foi um ator e diretor de cinema francês. Trabalhou em mais de 150 filmes desde 1968. Estrelou o filme Lune froide, que esteve em competição no Festival de Cinema de Cannes de 1991.
Ele morreu em 27 de julho no hospital Neuilly-sur-Seine, aos 77 anos.
Ele se formou na HEC Paris em 1967.